# Говоров, Леонид Владимирович
Леонид Владимирович Говоров (род. 23 октября 1952, Москва) — российский политический деятель, депутат Государственной думы четвёртого созыва. 

## Биография
Родился 23 октября 1952 года в Москве. В 1969 году окончил школу № 27 ГСВГ.
В 1974 году окончил Военную инженерную академию имени Дзержинского (специальность— военный инженер-баллистик). Кандидат технических наук,  полковник запаса.  
С 1991 года вице-президент, а в 2002—2012 гг. президент Московской торгово-промышленной палаты. 
Советник губернатора Санкт-Петербурга, председатель общественного совета Музея обороны и блокады Ленинграда. 

### Депутат Госдумы
В марте 2006 года он был избран депутатом Государственной думы четвёртого созыва от Медведковского одномандатного избирательного округа № 196 (Москва), входил в состав фракции «Единая Россия». Занял вакантный мандат депутата Бооса Г. В. по итогам дополнительных выборов депутата ГД ФС РФ четвёртого созыва по Медведковскому одномандатному избирательному округу № 196.
Проживает в Москве.

## Семья
- Дед: Маршал Советского Союза Леонид Александрович Говоров[3].

- Дед: Первый Главком ракетных войск стратегического назначения, Главный Маршал артиллерии Митрофан Иванович Неделин.
- Отец: генерал армии Владимир Леонидович Говоров.
- Дочери: Мария и Людмила. Обе закончили МГУ[3].

## Награды
- Премия Ленинского комсомола в области науки и техники.